# آقدره (بستان‌آباد)
آقدره یکی از روستاهای استان آذربایجان شرقی است که در دهستان سهندآباد بخش تیکمه‌داش شهرستان بستان‌آباد واقع شده‌است.